# Gárdonyi István
Gárdonyi István (Temesvár, 1907. január 22. – Frankfurt am Main, 1979. július 7.) erdélyi magyar író, újságíró.

## Életútja
Középiskolai tanulmányait szülővárosában a Zsidó Líceumban fejezte be (1925), diplomát a politikai tudományok tanszékén szerzett a Bécsi Egyetemen (1929). Újságírói tevékenységét riporterként Bécsben kezdte, majd 1930-tól a Temesvári Hírlap munkatársa.
Riportokat, színes jegyzeteket, irodalomtörténeti megemlékezéseket, kiállítási krónikákat és könyvrecenziókat írt. Interjút készített a korszak több jeles személyiségével, így George Enescuval (1931. november 27.), Nagy Endrével (1932. március 30.) és Bartók Bélával (1936. május 5.). Eugen Prager kiadásában (Pozsony–Prága) megjelent, Temesvárt nyomott A D-terv c. riportregényét (1938), melyet apósával, Déznai Viktorral együtt írt, a kritika kedvezően fogadta, a kötetet Mikszáth-díjjal tüntették ki. Az ember jó c. regényét (Temesvár, 1946) az Orosz Könyv adta ki.
A II. világháború idején s a következő években Bukarestből tudósította a The New York Timest és a The Daily Heraldot; e minőségében gyanúba keveredett, s az 1950-es években börtönbüntetést szenvedett, csak 1964-ben rehabilitálták. 1971-től tevékeny részt vett a nemzetközi békemozgalmakban, így Hágában, Utrechtben, Leidenben és Amszterdamban Nyugat és Kelet békés együttélése mellett tartott előadásokat.